# Téspias
Téspias (em grego Θεσπιαι, Thespiai; também se verificam as formas Téspia ou Téspis, menos correctas) era uma cidade da Antiga Grécia, localizada aos pés do Monte Helicão, situada na Beócia, ao Sul de Tebas, da qual foi, desde sempre, inimiga figadal. 

## Fundação
Pausânias apresenta duas versões sobre sua fundação e a origem do nome: em uma delas, Téspias era uma filha de Asopo; em outra, a cidade deriva seu nome de Téspio, um ateniense descendente de Erecteu.

## História
Os Téspios combateram nas Termópilas ao lado dos Espartanos, e foram, de acordo com a tradição, o único contingente que não desertou, tendo perecido a pelejar ao lado de Leónidas e dos seus 300 homens.